# Calamotropha neurigrammalis
Calamotropha neurigrammalis là một loài bướm đêm trong họ Crambidae.